# مانولو بلدا
مانولو بلدا (انگلیسی: Manolo Bleda؛ زادهٔ ۳۱ ژوئیهٔ ۱۹۹۰) بازیکن فوتبال اهل اسپانیا است.
از باشگاه‌هایی که در آن بازی کرده‌است می‌توان به باشگاه فوتبال استقلال دوشنبه و باشگاه فوتبال بلشیتا بابرویسک اشاره کرد.